# Hórreo gallec

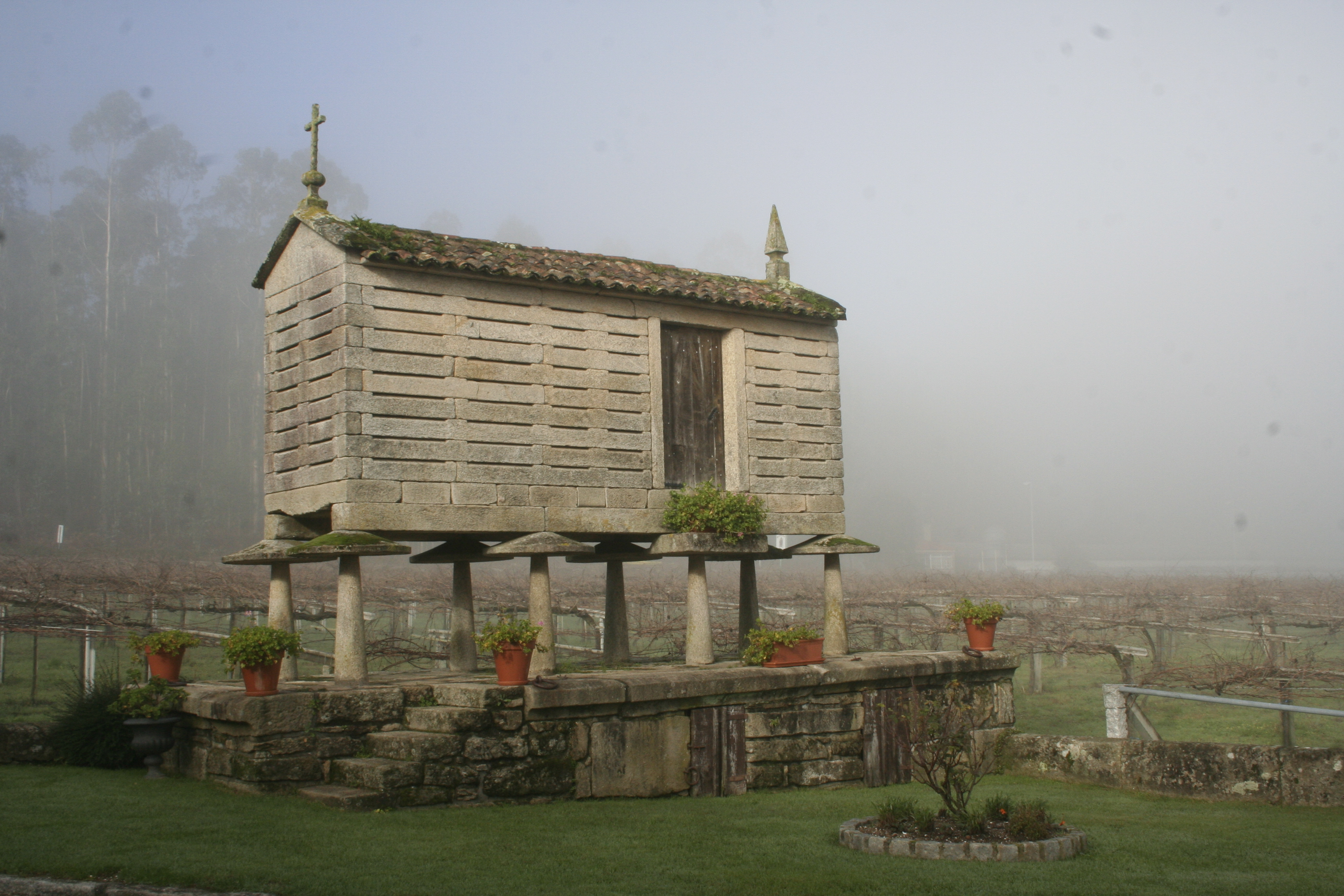
Hórreo de pedra sobre columnes i solera de canteria a Pontevedra.

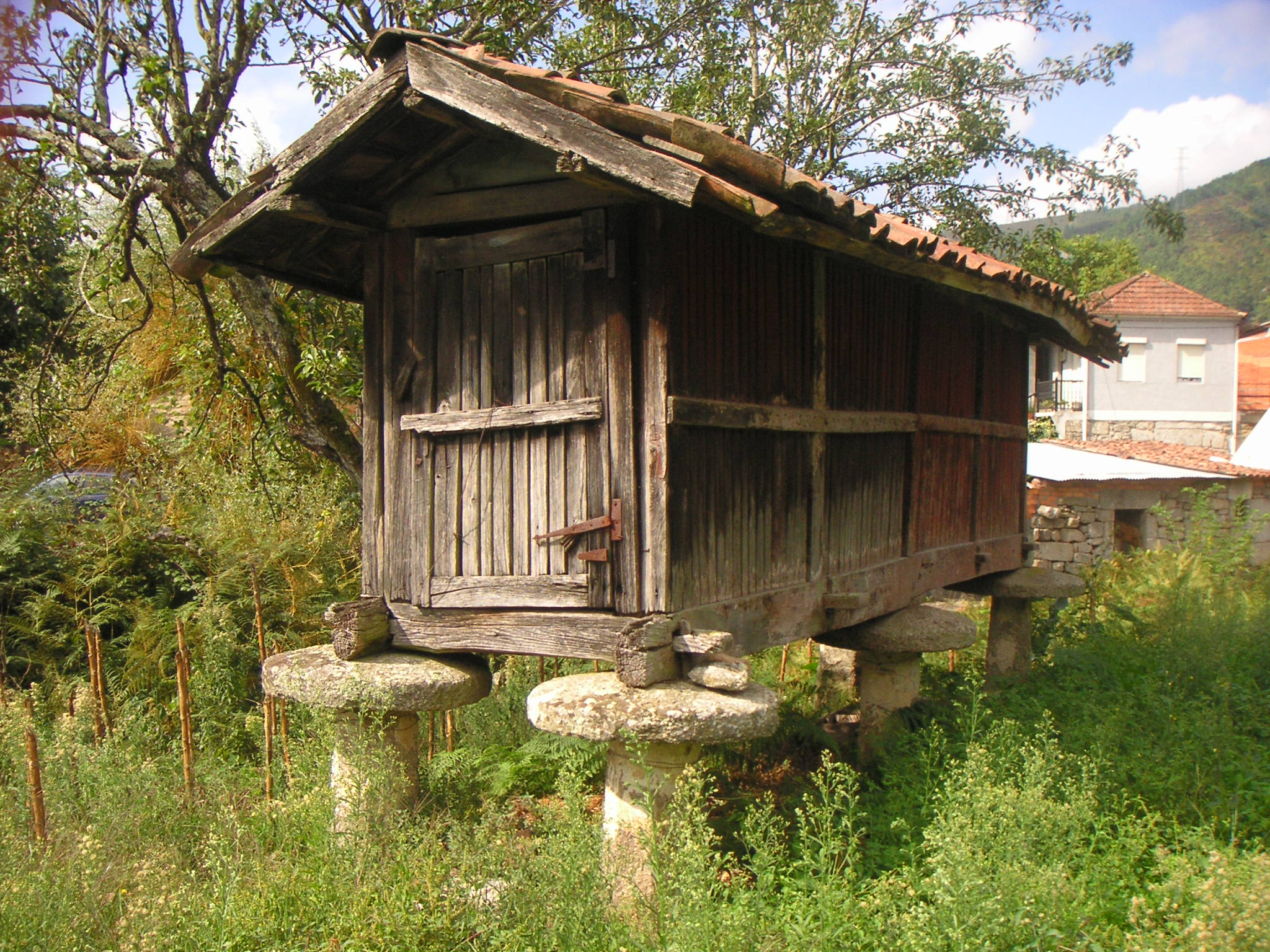
Hórreo de fusta sota columnas de granit a Allariz.

L'hórreo gallec és un tipus específic d'hórreo de Galícia, una construcció d'ús agrícola destinada a assecar, guarir i guardar el blat de moro i altres cereals abans de desgranar-los i moldre'ls. Consta d'una càmera d'emmagatzematge oblonga, estreta i permeable al pas de l'aire, separada del sòl per evitar l'entrada d'humitat i animals.
A Galícia conviuen tres tipologies bàsiques d'hórreo: el tipus gallec (també anomenat «gallec-portuguès»), el tipus asturià i l'hórreo de vares, menys elaborat i que comprèn petits graners portàtils lleugers, fets de materials vegetals. Al nord-est de Galícia i a l'occident d'Astúries és fàcil trobar hórreos del tipus gallec i del tipus asturià en el mateix lloc, encara que amb diferent denominació.
L'origen del terme hórreo ens remet al llatí horreum, que designava a un edifici en el qual es guardaven fruits del camp, especialment el gra. La primera representació gràfica d'una sitja ens remunta fins al segle xiii, a les Cantigas de Santa Maria, atribuïdes a Alfonso X el Savi.
En els seus inicis, l'ús dels graners aeris a Galícia va unit al cultiu del mill, que ja es practicava a la cultura dels castros, cultiu que va perdurar durant l'edat mitjana i que va ser posteriorment substituït pel blat de moro a partir de la seva arribada a Europa al segle xvii.
El pa era l'aliment fonamental de la població, i amb la introducció del blat de moro l'increment de la producció de cereal panificable va millorar les condicions de vida de la gent del camp, així com les rendes de la terra, principalment en forma de delmes pagats en diverses espècies a senyors seglars, molts d'ells gentilhomes rurals intermediaris de senyors eclesiàstics en la percepció de les rendes i els grans hórreos se situaven en les proximitats de les esglésies i cases rectorals.
El 1973 s'aprova un decret de protecció per part de l'estat espanyol de tots els hórreos i cabazos antics existents a Galícia i Astúries, que intentava tallar les conseqüències de l'abandonament de la manera de vida rural i la pèrdua d'ús dels hórreos. Algun dels hórreos gallecs tenen la consideració de Monument històric-artístic, com el de la rectoria de Santa Comba de Carnota, construït el 1768, o l'agrupació d'hórreos de Combarro.
El hórreo més llarg de Galícia és el d'Araño (Rianxo) amb 37,05 m de longitud, el més alt s'eleva fins als vuit metres i mig, l'Horrea de més capacitat es troba a Poio, i té un volum interior de 123,25 m³ i se sosté sobre 51 peus, i encara que tradicionalment són de planta rectangular, hi ha hórreos quadrats, rodons, en forma d'ela i fins i tot un d'octogonal, a A Fonsagrada. Es calcula que a 2004 havia al voltant de 30.000 hórreos, encara que el seu nombre decreix amb rapidesa.

## Extensió geogràfica

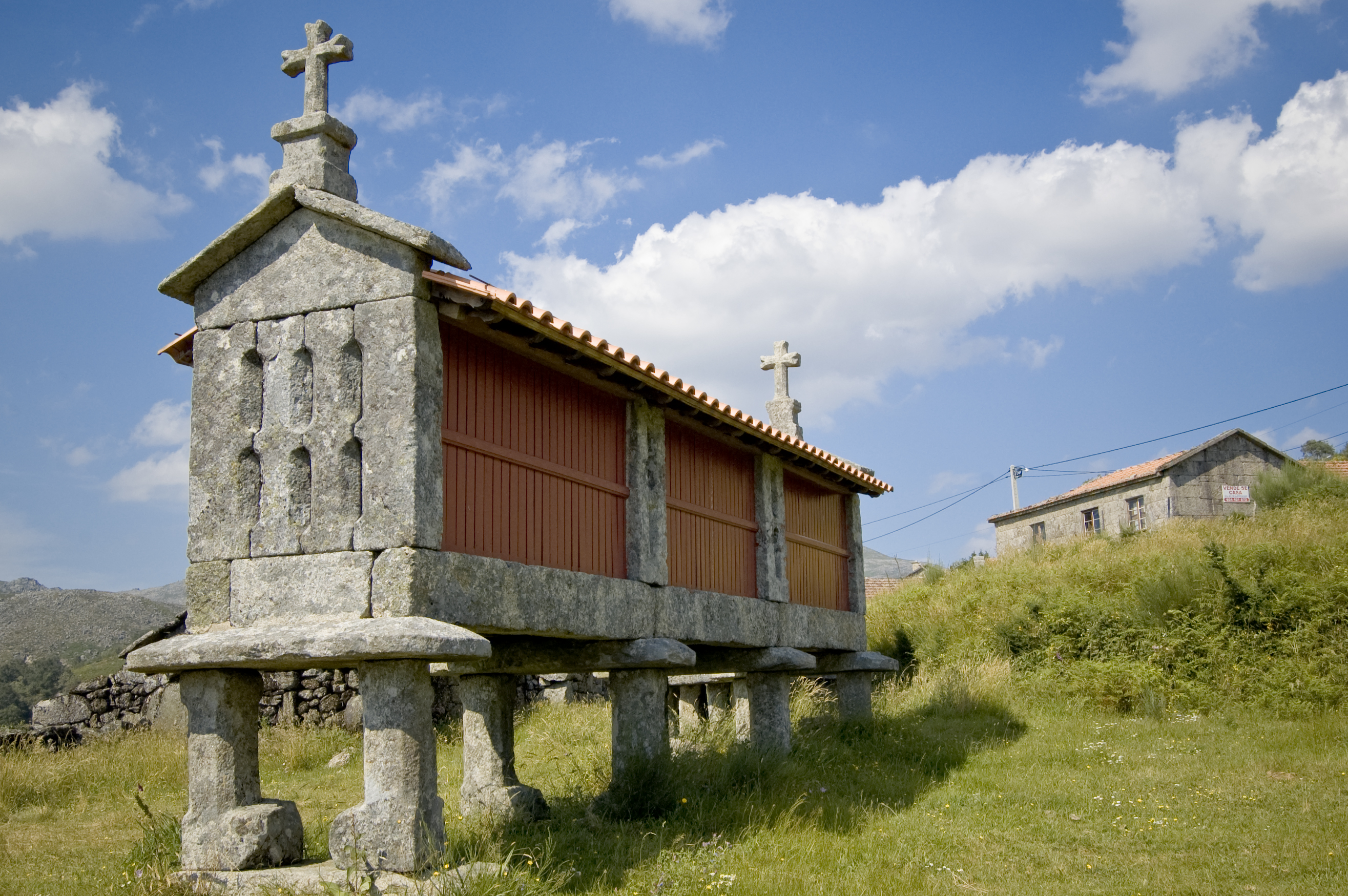
Espigueiro a Geres, Portugal; hórreo mixt de pedra picada i fusta.

L'ús del hórreo gallec s'estén per la major part del territori de Galícia, occident asturià fins al Navia, i al nord de Portugal, especialment en aquelles zones de clima més oceànic. Les zones muntanyoses de l'est d'Ourense i del sud-est de Lugo, així com el nord-est de Portugal no tenen hórreos. En aquests territoris trobem diferents denominacions i variants tipològiques, a les que no és fàcil definir àrees geogràfiques pròpies, ja que és habitual trobar-se diferents subvariants en ús en un mateix lloc.
Independentment dels mitjans secundaris emprats pel pagès per assecar el gra, es pot admetre que els hórreos s'estenen per tot el territori de les províncies de La Corunya i Pontevedra. No s'empren a la zona de la província d'Ourense situada a l'orient de la regió de Limia i en el quadrant sud-est de la de Lugo, ja en zones climàtiques més favorables al conreu de cereals de muntanya i menys propicies per al del blat de moro.
Ja fora de Galícia, a Portugal s'empren espigueiros, que són variants del mateix tipus arquitectònic, i que al seu torn presenten algunes subvariants locals. Es presenten a la franja més immediata a la costa, una àrea que arriba fins al riu Mondego, deixant una zona buida a la franja costanera més immediata, al sud de Porto.

## Denominació
L'ús del hórreo s'estén per tota Galícia, amb l'excepció d'algunes zones del sud-est. La mateixa tipologia s'estén també per l'extrem occidental d'Astúries, on se'ls anomena Cabazo, i pel nord de Portugal, inclòs el marge esquerre del riu Duero, on se'l coneix com a espigueiro, Canastro o Caniço. A Galícia rep diferents noms segons la zona: hórreo o hórrio al centre-nord, cabazo  al nord-oest de La Corunya,  cabozo  al nord de Lugo, canastro a la zona sud, més rarament canastra, cabaceiro entre el centre i el nord-est de Oruense, igual en la mateixa direcció a Lugo, però barrejat amb formes més tancades (cabeceira, cabaceira), canizo entre la ria de Vigo i el riu Miño, piorno  O Salnés, cabana més a l'interior, paneira a O Morrazo, Ornö o órneo al cap d'O Morrazo, hórreo o horror els de tipus asturià a l'est de Lugo; i altres apel·latius de menor extensió.

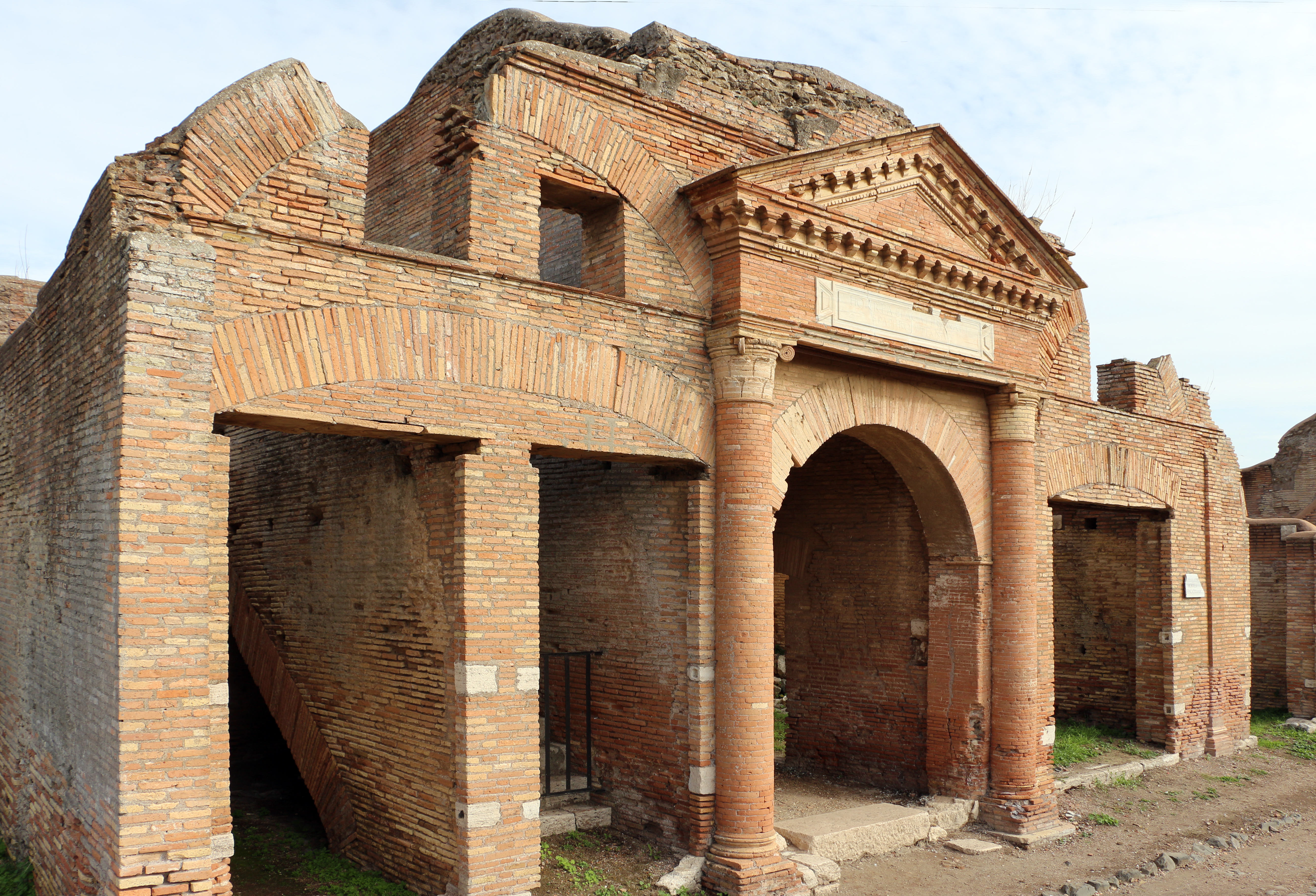
L'Horrea Epagathiana et Epaphroditiana és un horreum situat a Òstia.

- Hórreo: l'explicació més acceptada de l'origen del terme hórreo i de les seves variants hórrio, Ornö i órneo remet al llatí horreum (a seu torn del grec ὡρεῖον, σιτοφυλακεῖον, ἀποθήκη, graner), que designava un edifici en el qual es guardaven fruits del camp, especialment el gra.[8][9] Durant l'Imperi el terme horreum s'emprava per a qualsevol lloc destinat a conservar coses de qualsevol naturalesa, ja fos vi (horrea vinearia), mercaderies i provisions (horreum penarium).[8] No obstant això altres autors consideren que l'actual hórreo deriva d'un Orreo pre-romà present a la toponímia i en la hidronímia, i que ja tindria el significat de sitja per al gra.[10]

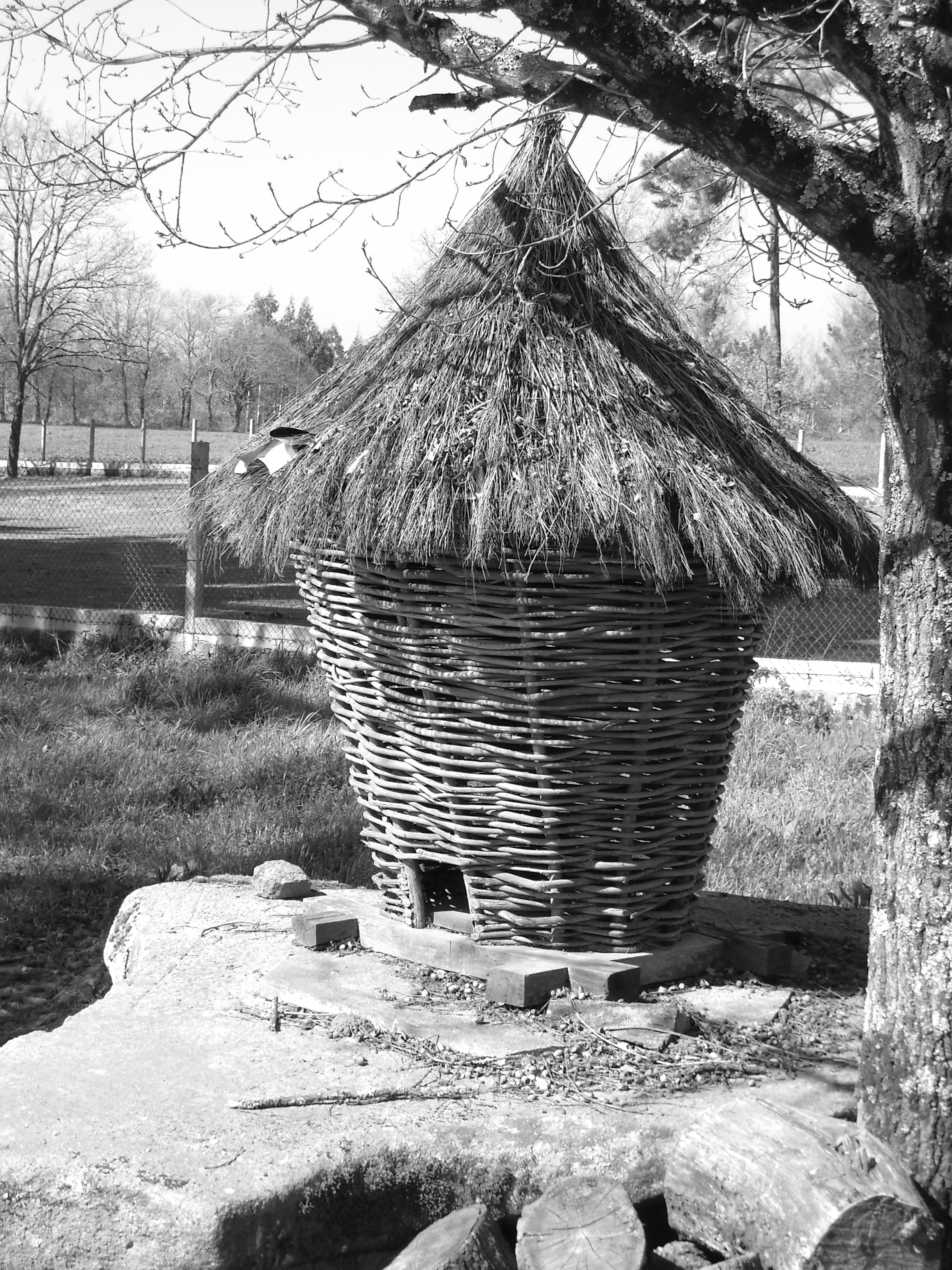
Cabazo de cistell i sostre vegetal a Orosa (Palas de Rei).

- Cabazo: la paraula Cabazo i les seves variants (cabozo, cabaceiro, cabeceiro, cabeceira i cabaceira) provenen, segons Trapero Pardo, del terme Cabaza (carabassa), fruit que freqüentment es deixava assecar a les plaques situades entre els pilars i l'hórreo amb la finalitat d'impedir que petits rosegadors puguin accedir a l'interior. Segons Corominas prové d'una calapaccia preromana, que significava «coberta a manera de closca», probablement en al·lusió a la teulada vegetal.[11] Una altra explicació relaciona la paraula Cabazo amb el terme llatí capio, capere, emprat per anomenar contenidors i instruments de capacitat. La paraula Celeiro o cileiro provenen d'un cellarium llatí, de cella, sitja o celler sota terra.[10] El terme Cabazo designa principalment a l'hórreo de vares, però per similitud funcional s'empra en certes zones per a anomenar a l'hórreo gallec.

- Canastro: del llatí canistrum, cistell de vímet. El nom s'emprava originalment per a denominar l'hórreo de vares, però es va estendre especialment pel sud de la província d'Ourense. Fa referència a l'art d'elaboració de les parets de la sitja.

- Paneira: la paneira, del llatí panarium (derivat de panis, pa) és el dipòsit en el qual es guarda el gra. A Astúries es diu panera l'hórreo de més de quatre pilars o pegollos, i en l'hórreo tipus Ribadeo la paneira és el pis intermedi de l'hórreo de tres nivells. En aquesta variant tipològica, el primer nivell o Celeiro s'empra per guardar les patates, el segon o paneira per a guardar el sègol i el blat, i el superior o hórreo per a les panotxes del blat de moro.

- Piorno: del llatí Viburnum, vímet. És el nom d'una fibra vegetal que s'empra per teixir cistells i cabazos. Es diu així a l'hórreo principalment en la província de Pontevedra, tot i que també es denomina així a una tipologia en si mateixa.